# Јужнобанатски управни округ
Јужнобанатски управни округ са простире у северном делу Србије, односно у југоисточном делу северне српске покрајине, Војводине на 4.245 km². Пољопривредне површине чине 80,9%, а под шумом је 5,4% укупне површине. Обухвата градове и општине:
1. Град Панчево - градска насеља: Панчево (седиште), Старчево и Качарево,
2. Град Вршац - седиште градско насеље Вршац,
3. Општина Пландиште - седиште сеоско насеље Пландиште,
4. Општина Опово - седиште градско насеље Опово,
5. Општина Ковачица - седиште градско насеље Ковачица,
6. Општина Алибунар - градска насеља: Алибунар (седиште) и Банатски Карловац,
7. Општина Бела Црква - седиште градско насеље Бела Црква,
8. Општина Ковин - седиште градско насеље Ковин.

Седиште округа је градско насеље Панчево. Према подацима са последњег пописа 2022. године у округу је живело 260.244 становника
- Јужнобанатски округ у Војводини
- Јужнобанатски округ
- Јужнобанатски округ
- Етничка мапа Јужнобанатског округа

## Демографија
Етничке групе (попис из 2002):
- Срби (70,28%)
- Румуни (6,88%)
- Мађари (4,91%)
- Словаци (4,84%)
- Македонци (2,43%)
- Роми (1,99%)
- Југословени (1,81%)

## Култура
Панчево има низ културних институција, као што су Народна библиотека „Вељко Влаховић“, Историјски архив и Завод за заштиту споменика културе.
Значајни културни споменици ове регије су:
- Манастир Војловица, грађен 1405. године
- Успенска и Преображенска црква, из 1811. године
- Народни музеј из 1833. године

На територији Ковина налазе се остаци средњовековне тврђаве Стари град. У Ковину постоје: Центар за културу (један од најмодернијих у Србији), Градска библиотека, КУД КОВИН, Православна црква из шеснаестог века као и новоизграђени храм у насељу Колонија који је први у том стилу у Војводини.

## Привреда
Ово је модеран, индустријски крај. Највећи индустријски центар је, свакако, Панчево, које је један од најбогатијих градова у Србији. Следе град Вршац, град одликује развијена фармацеутска, кондиторска и винарска индустрија, па Ковин, град који има одличан географски положај и веома добро место за инвестирање.

## Галерија
- Вршачке планине
- Поља сунцокрета у Банату